# Championnat du Kosovo de football 2002-2003
Navigation
Saison 2001-2002 Saison 2003-2004
La saison 2002-2003 du Championnat du Kosovo de football est la douzième édition de la SuperLiga, le championnat de première division du Kosovo. Les quatorze meilleures équipes kosovares sont regroupées au sein d’une poule unique où elles s'affrontent deux fois au cours de la saison. Les deux derniers du classement sont relégués et remplacés par les deux meilleurs clubs de Liga e Parë, la seconde division kosovare.
C'est le KF Drita qui est sacré cette saison après avoir terminé en tête du classement, avec un seul point d'avance sur le FC Pristina et cinq sur l'un des promus, le KF Vëllaznimi. Il s’agit du tout premier titre de champion du Kosovo de l’histoire du club.

## Les clubs participants
- KF Besiana
- KF Trepça
- KF Flamurtari
- KF Drita
- KF Kosova Vushtri
- FC Pristina
- KF Besa
- KF Drenica
- KF Kosova Pristina
- KF Liria
- KF Dukagjini
- KF Gnjilane
- KF Vëllaznimi - Promu de Liga e Parë
- KF Ferizaj - Promu de Liga e Parë

## Compétition
Le barème utilisé pour établir le classement est le suivant :
- Victoire : 3 points
- Match nul : 1 point
- Défaite : 0 point

### Classement
| Rang | Équipe             | Pts | J  | G  | N | P  | Bp | Bc | Diff |
| ---- | ------------------ | --- | -- | -- | - | -- | -- | -- | ---- |
| 1    | KF Drita           | 51  | 26 | 14 | 9 | 3  | 53 | 22 | +31  |
| 2    | FC Pristina        | 50  | 26 | 14 | 8 | 4  | 53 | 14 | +39  |
| 3    | KF VëllaznimiP     | 46  | 26 | 14 | 4 | 8  | 40 | 27 | +13  |
| 4    | KF BesianaT        | 41  | 26 | 12 | 5 | 9  | 28 | 30 | -2   |
| 5    | KF Besa            | 39  | 26 | 11 | 6 | 9  | 42 | 29 | +13  |
| 6    | KF Kosova Vushtri  | 35  | 26 | 10 | 5 | 11 | 30 | 28 | +2   |
| 7    | KF Drenica         | 34  | 26 | 9  | 7 | 10 | 30 | 49 | -19  |
| 8    | KF Flamurtari      | 32  | 26 | 8  | 8 | 10 | 30 | 31 | -1   |
| 9    | KF Gnjilane        | 32  | 26 | 9  | 5 | 12 | 32 | 39 | -7   |
| 10   | KF Trepça          | 32  | 26 | 9  | 5 | 12 | 31 | 38 | -7   |
| 11   | KF Kosova Pristina | 32  | 26 | 8  | 8 | 10 | 31 | 40 | -9   |
| 12   | KF FerizajP        | 31  | 26 | 9  | 4 | 13 | 28 | 35 | -7   |
| 13   | KF Liria           | 31  | 26 | 8  | 7 | 11 | 27 | 35 | -8   |
| 14   | KF Dukagjini       | 14  | 26 | 4  | 5 | 17 | 16 | 54 | -38  |

|  | Champion du Kosovo 2002-2003                 |
|  | Relégation directe en Liga e Parë            |
|  | T : Tenant du titre P : Promu de Liga e Parë |

## Bilan de la saison
| Championnat du Kosovo de football 2002-2003 |                      |
| Champion                                    | KF Drita (1er titre) |
| Coupes et trophées                          |                      |
| Vainqueur de la Coupe du Kosovo 2002-2003   | KF KEK (D2)          |
| Promotions et relégations                   |                      |
| Promus en SuperLiga                         | KF KEK               |
| Promus en SuperLiga                         | KF Getoari           |
| Relégués en Liga e Parë                     | KF Liria             |
| Relégués en Liga e Parë                     | KF Dukagjini         |